# Nine: Ahop beon-ui sigan-yeohaeng
Nine: Ahop beon-ui sigan-yeohaeng (kor. 나인: 아홉 번의 시간여행) – południowokoreański serial telewizyjny wyemitowany przez stację tvN od 11 marca do 14 maja 2013 roku, składający się z 20 odcinków. Główne role odgrywają w nim Lee Jin-wook oraz Jo Yoon-hee.

## Fabuła
Park Sun-woo wchodzi w posiadanie dziewięciu pałeczek kadzidła, które zapalone przenosi zapalającego 20 lat w przeszłość. Sun-woo chce wykorzystać tę szansę, by uratować życie swojego ojca i dowiedzieć się, kto stoi za jego zabójstwem. Robiąc to, jednocześnie w niekontrolowany sposób zmienia własną, teraźniejszą rzeczywistość i życie innych ludzi.

## Obsada

### 2012/2013
- Lee Jin-wook jako Park Sun-woo, prezenter wiadomości. Dzięki pałeczkom kadzidła stara się zapobiec rodzinnej tragedii, która wydarzyła się przed 20 laty.
- Jo Yoon-hee jako Joo Min-young, młodsza stażem reporterka, koleżanka Sun-woo z pracy.
- Jeon No-min jako Park Jung-woo, starszy brat Sun-woo, lekarz.
- Kim Hee-ryung jako Son Myung-hee, 65-letnia matka Sun-woo i Jung-woo.
- Jung Dong-hwan jako Choi Jin-chul, 67-letni dyrektor firmy prowadzącej badania nad komórkami macierzystymi.
- Lee Eung-kyung jako Kim Yoo-jin
- Um Hyo-sup jako Oh Chul-min, 52-letni szef stacji CBM
- Lee Seung-joon jako Han Young-hoon, neurochirurg, najlepszy przyjaciel Sun-woo.
- Yeon Je-wook jako Kim Beom-seok
- Oh Min-suk jako Kang Seo-joon, rezydent na oddziale chirurgii, chłopak Min-young.
- Greena Park jako Lee Joo-hee
- Yoo Se-rye jako Sung Eun-joo
- Lee Jun-hyeok jako Sang-beom, jako pracownik stacji CBM News
- Lee Shi-woo jako Young-soo
- Jin Ye-sol jako młoda Myung-hee 45 lat wcześniej
- Seo Dong-won jako młody Jin-chul 45 lat wcześniej
- Kim Won-hae jako Park Chang-min (64)
- Lee Han-wi jako Joo Sung-hoon, ojczym Min-young
- Park Won-sang (cameo)

### 1992/1993
- Park Hyung-sik jako Park Sun-woo[2][3]
- Jo Min-ah jako Joo Min-young
- Seo Woo-jin jako Park Jung-woo
- Park Moon-ah jako Sung Eun-joo
- Kim Hee-ryung jako Son Myung-hee (45)
- Jeon Guk-hwan jako Park Chun-soo
- Jung Dong-hwan jako Choi Jin-chul (47)
- Um Hyo-sup jako Oh Chul-min (32)
- Lee Yi-kyung jako Han Young-hoon
- Na Hae-ryung jako Han So-ra
- Ga Deuk-hee jako Kim Yoo-jin
- Kim Won-hae jako Park Chang-min (44)

## Produkcja
Producentem tej serii jest Kim Young-kyu, który odpowiadał wcześniej za produkcję serii Queen In Hyun′s Man. Zdjęcia do serialu rozpoczęły się 9 stycznia 2013 roku.
Serial w nietypowy sposób przedstawia koncept podróży w czasie, a zakończenie można interpretować na wiele różnych sposobów.

## Nagrody
| Rok  | Ceremonia                  | Kategoria                        | Odbiorca                   | Wynik     | Źródło |
| ---- | -------------------------- | -------------------------------- | -------------------------- | --------- | ------ |
| 2013 | 7. Mnet 20's Choice Awards | 20's Drama Star – Male           | Lee Jin-wook               | Wygrana   | [ 5 ]  |
| 2013 | 6. Korea Drama Awards      | Wielka nagroda (Daesang)         | Lee Jin-wook               | Nominacja | [ 6 ]  |
| 2013 | 6. Korea Drama Awards      | Najdoskonalsza aktorka           | Jo Yoon-hee                | Wygrana   | [ 7 ]  |
| 2013 | 6. Korea Drama Awards      | Najlepszy reżyser                | Kim Byung-soo              | Nominacja | [ 6 ]  |
| 2013 | 6. Korea Drama Awards      | Najlepsza para                   | Lee Jin-wook i Jo Yoon-hee | Nominacja | [ 6 ]  |
| 2013 | 2. APAN Star Awards        | Excellence Award, aktor          | Lee Jin-wook               | Nominacja | [ 8 ]  |
| 2013 | 2. APAN Star Awards        | Najlepsza reżyseria              | Kim Byung-soo              | Wygrana   | [ 9 ]  |
| 2014 | 50. Baeksang Arts Awards   | Nagroda popularności (mężczyzna) | Lee Jin-wook               | Nominacja | [ 10 ] |
| 2016 | tvN10 Awards               | Best Content Award, Drama        | Nine: Nine Time Travels    | Wygrana   | [ 11 ] |
| 2016 | tvN10 Awards               | Najlepszy pocałunek              | Lee Jin-wook i Jo Yoon-hee | Nominacja | [ 12 ] |

## Emisja na świecie
Seria została wyemitowana w Tajlandii na stacji Workpoint TV od 5 kwietnia do 8 czerwca 2014 roku.